# Doctor Jimmy
«Doctor Jimmy» es una canción del grupo británico de rock The Who, y es la decimoquinta de su aclamado álbum conceptual Quadrophenia, compuesto por Pete Townshend. Además, es la quinta canción del segundo disco, siendo el clímax del disco, este contiene el tema de la tercera personalidad del protagonista, Jimmy, "Is It Me?", representado por John Entwistle, bajista de la banda.

## Composición
El tema inicia con efectos sonoros de lluvia, donde se van introduciendo con un riff de guitarra acompañado de un violín con uno de los mejores trabajos de batería de Keith Moon, y una de las mejores interpretaciones vocales de Roger Daltrey, todo esto acompañado de una banda de instrumentos de viento metal.
Es la canción más larga del álbum y una de las más complejas. Lo más llamativo sigue siendo la sección prominente de cuerdas que encontramos a lo largo de la canción. Las estructuras musicales cambian varias veces, entre los versos de la canción en sí y los del tema de John Entwistle, "Is In Me?".

## Letras y contexto en la historia
Como se sabe, los mods tomaban anfetaminas, llamadas "saltadores", el consumo de estas hace que salga el peor lado de Jimmy, bajo la influencia de las drogas, este "Doctor Jimmy" es, por tanto, una de las cuatro personalidades de Jimmy, peleadora, violenta y destructiva, que acabará con el que se le ponga enfrente, pero que duda de sí en verdad es el que controla su cuerpo ahora.